# روي ريا
روي ريا (بالإنجليزية: Roy Rea)‏ (28 نوفمبر 1934 في المملكة المتحدة - 5 أبريل 2005 بتورونتو في كندا) هو لاعب كرة قدم أيرلندي شمالي في مركز حراسة المرمى، شارك في كأس العالم 1958. وشارك مع منتخب أيرلندا الشمالية لكرة القدم. أما مع النوادي، فقد لعب مع غلينافون وغلينتوران وتورونتو فالكونز وBanbridge Town F.C. ‏.

## وصلات خارجية
- روي ريا على موقع قاعدة بيانات كرة القدم.إي يو (الإنجليزية)
- روي ريا على موقع عالم كرة القدم.نت (الإنجليزية)